# Sielec (gmina w województwie warszawskim)
Sielec (lub Sielce) – dawna gmina wiejska istniejąca do 1954 roku w woj. warszawskim. Nazwa gminy pochodzi od wsi Sielec, lecz siedzibą władz gminy był Czerwińsk n. Wisłą.
Za Królestwa Polskiego gmina należała do powiatu płońskiego w guberni płockiej. 1 stycznia?/13 stycznia 1870 do gminy przyłączono pozbawiony praw miejskich Czerwińsk. W 1893 gminę (wraz z całym powiatem płońskim) włączono do guberni warszawskiej.
W okresie międzywojennym gmina Sielec należała do powiatu płońskiego w woj. warszawskim. Po wojnie gmina zachowała przynależność administracyjną. 1 lipca 1952 roku gmina składała się z 24 gromad.
Gminę zniesiono 29 września 1954 roku wraz z reformą wprowadzającą gromady w miejsce gmin. Jednostki nie przywrócono 1 stycznia 1973 roku po reaktywowaniu gmin, utworzono natomiast z obszaru dawnych gmin Sielec i Wychodź nową gminę Czerwińsk nad Wisłą.